# الدار ریازانوف
اِلدار ریازانوف (روسی: Эльда́р Алекса́ндрович Ряза́нов؛ ۱۸ نوامبر ۱۹۲۷– ۳۰ نوامبر ۲۰۱۵) کارگردان، فیلم‌نامه‌نویس و هنرپیشه اهل کشور اتحاد جماهیر سوسیالیستی شوروی بود.

## جوایز
وی برندهٔ جوایزی همچون جایزه هنرمند مردمی اتحاد جماهیر شوروی شده است.